# Honorowi obywatele Nowego Targu
Honorowi Obywatele Miasta Nowego Targu – lista osób, którym nadano tytuł Honorowego Obywatela Miasta Nowego Targu.
W III Rzeczypospolitej wyróżnienie zostało ponownie ustanowione uchwałą Rady Miasta Nowy Targ z dnia 23 czerwca 2014.

## Lista uhonorowanych
- Franciszek Steuer (1872)
- Edmund Wachholz (1872)
- Pawel Duniecki (1881)
- Gwido Battaglia (1881)
- Józef Kwapniewski (1888)
- Tadeusz Czarkowski-Golejewski (1893)
- Herman Schein (1899)
- Adam Tomasz Eustachy hrabia Uznanski (1899)
- Józef Rudzki (1903)
- Leon Piniński (1903)
- Jan Bednarski (1904)
- Ludomił German (1904)
- Ignacy Moczydłowski (1905)
- Stanisław Głąbiński (1909)
- Kazimierz Gałecki (1912)
- Andrzej Galica (1919)
- Edward Feliks Lubicz-Niezabitowski (1921)
- Izabela Liberak (1924)
- Jakub Zachemski (1925)
- Józef Rajski (1927)
- Franciszek Dworski (1933)
- 1 Pułk Strzelców Podhalańskich (1938)
- Iwan Zołotar (1968, tytuł odebrany w 2014[2])
- Iwan Driachłow (1973)
- Piotr Wdowin (1974)
- Jan Paweł II (1996)
- Franciszek Macharski
- Stanisław Hodorowicz
- Stanisław Dziwisz (2006)[3]
- Jan Kanty Pawluśkiewicz
- Jan Studentowicz (2016)[4]